# دنیای پوشالی
دنیای پوشالی فیلمی به کارگردانی و نویسندگی خسرو پرویزی محصول سال ۱۳۴۷ است.

## خلاصه داستان
«دختر» و «پسری» با هم آشنا شده و شیفتهٔ یکدیگر می‌شوند…

## بازیگران
- منوچهر وثوق
- مجید محسنی
- همایون
- نیلوفر
- اشرف کاشانی
- هاله (سیمین دیوسالار)
- حسین برزی
- ثریا بهشتی